# Demuco
 Demuco è un personaggio della mitologia greca.

## Il mito

### Le origini
Demuco era un giovane ed eroico guerriero, uno dei figli del troiano Filetore. Omero lo celebrò come tale nel libro XX dell'Iliade.

### La morte
Scoppiata la guerra di Troia, Demuco combatté valorosamente per la difesa della sua città: ma egli era destinato a non sopravvivere al padre Filetore. Al decimo anno del conflitto venne infatti assalito dall'eroe greco Achille che intendeva vendicare la morte dell'intimo amico Patroclo per mano dell'eroe troiano Ettore: colpito dapprima con la lancia al ginocchio fu poi finito con la spada (probabilmente alla gola).
 " Scagliandosi a Demùco, un grande e prode

Di Filètore figlio, alle ginocchia

Lo ferì, l'arrestò: poscia col brando

L'alma gli tolse " 
(Omero, Iliade, libro XX)

### Fonti
- Omero, Iliade XX, 457

### Traduzione delle fonti
- Omero, Iliade, quinta edizione, Bergamo, BUR, 2005, ISBN 88-17-17273-1. Traduzione di Giovanni Cerri